# Мессьє 70
Мессьє 70 (також відоме, як М70 та NGC 6681) є кулястим скупченням в сузір'ї Стрільця.

## Історія відкриття
Скупчення було відкрито Шарлем Мессьє 31 серпня 1780 року.

## Цікаві характеристики
M70 знаходиться на відстані 29300 світлових років від Землі, близько до галактичного центру. Його розмір і світність близька до параметрів сусіднього скупчення M69. У скупченні було виявлено тільки дві змінні зірки.

## Спостереження

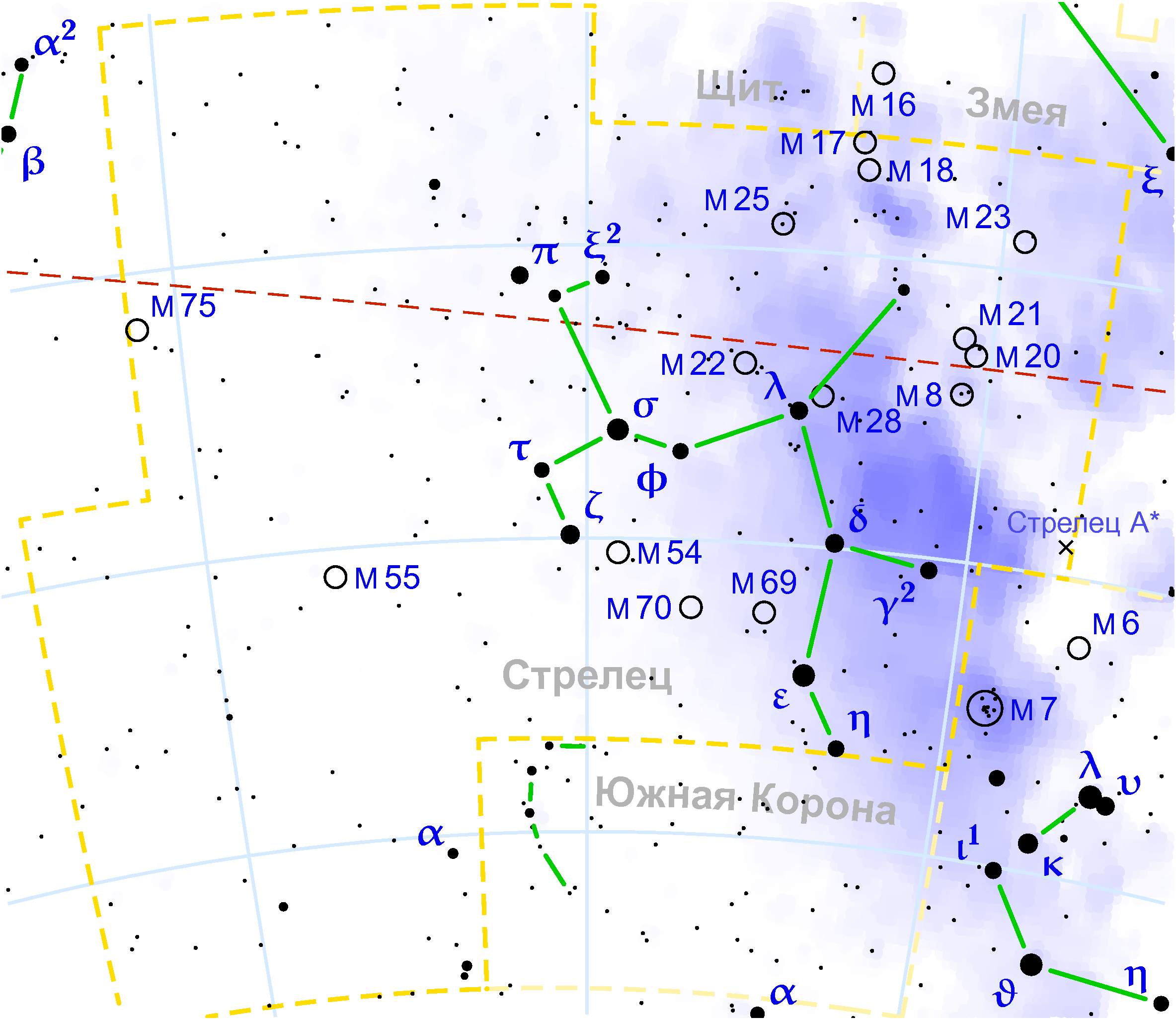
M70 в сузір'ї Стрільця

Пара схожих один на одного тьмяних і компактних кулястих скупчень M69 і M70 у південній частині Стрільця — об'єкти не з легких. З території середніх широт північної півкулі вони доступні для спостережень тільки влітку з самих південних областей. За відсутності сторонньої «засвітки» за допомогою бінокля або гарного оптичного шукача телескопа М70 можна знайти суворо посеред між зірками ε і ζ Стрільця. Але від спостерігача буде потрібно всю увагу і добрі очі.
У аматорський телескоп апертурою 125—180 мм скупчення при середніх збільшеннях виглядає компактною круглою плямою з розмитими краями і помірною концентрацією яскравості до центру. При збільшеннях від 100х і вище стають помітні зірки на східному краю скупчення.

### Сусіди по небу з каталогу Мессьє
- M69 — (в 2.5 градусах на захід) кулясте скупчення-близнюк, таке ж неяскраве і компактне;
- M54 — (на північний схід у напрямку до ζ Sgr) неяскраве, але примітне далеке кулясте скупчення;
- M22 і M28 — (на північ близько λ Sgr) пара дуже яскравих кулястих скупчень

### Послідовність спостереження в «Марафоні Мессьє»
… М54 → М15 →М70 → М72 → М75 …

## Навігатори
Координати:  18г 43м 12.64с, −32° 17′ 30.8″